# Jacques de Lacretelle
Jacques de Lacretelle (Cormatin, 14 de Julho de 1888 — 2 de Janeiro de 1985) foi um escritor francês.
Em 1936, foi eleito membro da Academia Francesa.